# 26896 Josefhudec
26896 Josefhudec (1995 OY) là một tiểu hành tinh vành đai chính được phát hiện ngày 29 tháng 7 năm 1995 bởi P. Pravec ở Đài thiên văn Ondřejov.